# Stadio de la Feixa Llarga
Lo Stadio de la Feixa Llarga (in spagnolo Estadio de la Feixa Llarga) è uno stadio di L'Hospitalet de Llobregat, in Spagna. Ospita le partite interne de L'Hospitalet e della squadra di football americano dei L'Hospitalet Pioners.
È stato inaugurato il 20 marzo 1999 durante il match che vide di fronte L'Hospitalet de Llobregat e il Gavà; partita che terminò 2-0.